# Sándor Tarics
Sándor Gyula "Alex" Tarics (født 23. september 1913 i Budapest, død 21. maj 2016) var en ungarsk vandpolospiller, som vandt guld i vandpolo ved OL 1936 sammen med det ungarske hold.

## Idrætskarriere
Tarics var som 22-årig en af de yngste på det ungarske hold, der deltog i OL 1936 i Berlin. Ved legene deltog 16 hold, og Ungarn var favoritter efter at have vundet de seneste tre europamesterskaber. Holdet vandt da også klart sit indledende heat og derpå lige så overbevisende sit semifinaleheat. Sammen med Belgien gik holdet videre til finalerunden, hvor også Tyskland og Frankrig deltog. Her spillede Ungarn og Tyskland 2-2, og Ungarn vandt 5-0 over Frankrig, mens deres 3-0-sejr over Belgien fra semifinalerunden også talte med. Da Tyskland også vandt deres kampe mod Frankrig og Belgien, endte guldet med at blive afgjort på målforskel; dette medførte, at Ungarn vandt guld, mens Tyskland fik sølv og Belgien bronze. Tarics spillede dog kun i én kamp ved legene, en kamp mod Malta, hvor han scorede seks mål.
Tarics spillede på landsholdet frem til 1939 og opnåede stor national hæder, da han i 1939 scorede syv mål i en kamp mod Tyskland ved Universiaden.
Han fortsatte med at dyrke sport hele sit liv og spillede blandt andet tennis, da han var over halvfems år gammel, lige som han svømmede til få år før sin død.

## Videre karriere
Tarics tog eksamen som civilingeniør i 1943, og i 1948 flyttede han til Californien i USA for at undervise i ingeniørvidenskab. Han blev senere professor i arkitekturingeniørvidenskab og specialist i jordskælv. På dette område var han med til at udvikle en epokegørende metode til at absorbere rystelser under store bygninger.
Han fik amerikansk statsborgerskab i 1952.
Han grundlagde også arkitekturfirmaet Reid & Tarics, der designede flere jernbanestationer, lægecentre og skoler.
Tarics var i 2012 med sine 98 år den ældste stadig levende OL-guldvinder. Derfor var han i London for at besøge OL-værtsbyen 2012 som særlig æresgæst.
Han døde som 102-årig i 2016.